# Las Espinas
Las Espinas är en ort i Mexiko, tillhörande kommunen Nicolás Romero i delstaten Mexiko. Las Espinas ligger i den centrala delen av landet och tillhör Mexico Citys storstadsområde. Orten hade 131 invånare vid folkmätningen 2010.